# Matinsaari (ö i Södra Savolax, S:t Michel, lat 61,84, long 26,80)
Matinsaari är en ö i Finland. Den ligger i sjön Puula och i kommunen Hirvensalmi i den ekonomiska regionen  S:t Michel och landskapet Södra Savolax, i den södra delen av landet, 210 km nordost om huvudstaden Helsingfors. Öns area är 11,6 hektar och dess största längd är 0,6 kilometer i nord-sydlig riktning.